# Kim Woo-sung
Kim Woo-sung (* 28. Mai 1987) ist ein südkoreanischer Fußballschiedsrichter. Er ist seit 2015 K-League-Schiedsrichter und pfeift Spiele der K League Classic und der K League Challenge.
Am 31. Mai 2025 pfiff er in Thailand das Finale des Thai League Cup. Hier trafen im BG Stadium in der Provinz Pathum Thani die Erstligisten Lamphun Warriors FC und Buriram United aufeinander. Buriram gewann das Spiel mit 2:0.